# Armalite AR-7
O ArmaLite AR-7 Explorer é uma arma de fogo semiautomática no calibre .22 Long Rifle desenvolvido a partir do AR-5 que foi adotada pela Força Aérea dos EUA como uma arma da sobrevivência do piloto e da tripulação aérea.  O AR-7 foi adotado e modificado pela Força Aérea Israelense como uma arma de sobrevivência da tripulação aérea.
O AR-7 foi projetado pelo projetista americano de armas de fogo Eugene Stoner, que está mais associado com o desenvolvimento do fuzil AR-15 que foi adotado pelos militares dos EUA como o M16. Os mercados civis pretendidos para o AR-7 hoje são mochileiros e outros usuários recreacionais como uma espingarda de artilharia Takedown. O AR-7 é frequentemente recomendado para uso por usuários externos de veículos recreativos (automóvel, avião ou barco) que possam ter necessidade de uma arma para forrageamento ou defesa em uma emergência no deserto.